# Camptotoma
Camptotoma es un  género de coleópteros adéfagos de la familia Carabidae.

## Especies
Comprende las siguientes especies:
- Camptotoma flavostriata Reichardt, 1967
- Camptotoma freyi Negre, 1966
- Camptotoma lebasi Reiche, 1843
- Camptotoma marcuzzii Negre, 1966